# Sievert Steenbock

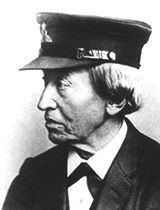
Sievert Steenbock

Sievert Nicolai Steenbock (* 7. Mai 1822 in Flensburg; † 8. März 1904 in Rostock) war ein mecklenburgischer Ornithologe, Präparator, Maler und Fotograf.

## Leben
Sievert Steenbock war ein Sohn des Schiffers Joachim Steenbock. Nach dem Besuch der Volksschule in Flensburg absolvierte er eine Lehre bei dem Maler und Zeichenlehrer Matthias Kriegsmann in Flensburg. Es folgten ab 1840 Wanderjahre als Porträtmaler, die ihn u. a. nach Kopenhagen und Hamburg führten. 1849 wurde er Bürger der Stadt Rostock und von 1850 bis 1863 Konservator am Zoologischen Museum der Universität Rostock sowie Lehrer für das Präparieren. 1861 wurde er Mitglied im Verein der Freunde der Naturgeschichte Mecklenburgs.
Steenbock war eng verbunden mit Hermann von Maltzan, Carl Struck und dem von Maltzan’schen Naturhistorischen Museum für Mecklenburg (Maltzaneum) in Waren (Müritz), für das er im Auftrag Vogelpräparate fertigte. Auch mit weiteren Ornithologen Mecklenburgs wie Carl Wüstnei und Gustav Clodius stand er in direktem Kontakt.

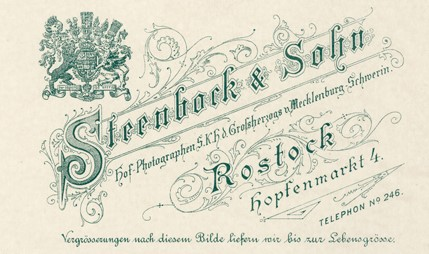
Revers einer Carte cabinet um 1900

Er wirkte als Vogel- und Porträtmaler sowie Lithograph und malte zudem Stadtveduten. 1855 eröffnete er das erste fotografische Atelier in Rostock, das er ab 1885 gemeinsam mit seinem Sohn Franz unter dem Firmennamen S. Steenbock und Sohn führte. Er fotografierte Gebäude, Straßen und Plätze in Rostock und fertigte Porträtfotos, so genannte „Carte de Visite“ und „Carte cabinet“, die er 1892 auf der Mecklenburgischen Landes-Gewerbe- und Industrie-Ausstellung in Rostock präsentierte. Seit 1892 durfte er den Titel Hof-Photograph führen; von 1894 bis 1903 befand sich das Atelier am Hopfenmarkt 4.
Er besaß eine Sammlung von 548 Vogelpräparaten zu 212 Vogelarten, die 1903 von der Stadt Rostock angekauft und der Großen Stadtschule übergeben wurde. Die Sammlung ist heute nicht mehr vorhanden.

## Werke (Auswahl)
- Blick auf Rostock vom Pfeifenteich. 1848
- Rostock von der Nordseite.
- Zwinger vor dem Steintor. 1894
- Wyck auf Föhr. 1840, Lithographie (koloriert), Inv.-Nr.: Wyk 31, Schleswig-Holsteinische Landesbibliothek – Landesgeschichtliche Sammlung[6]